# Eduardo Vincenti y Reguera
Eduardo Vincenti y Reguera (la Corunya, 1855-Madrid, 4 d'abril de 1924) va ser un telegrafista i polític espanyol, alcalde de Madrid en dos períodes entre 1905 i 1906 i en 1913, director general d'Instrucció Pública —un antecedent de la figura de ministre d'Instrucció Pública— i diputat a Corts per Pontevedra des de 1886 fins a 1923.

## Biografia
Vincenti, que des dels 15 anys havia treballat de telegrafista, va abandonar aquesta professió i, a partir de 1886, es va dedicar a la política, faceta en la qual Montero Ríos va ser el seu tutor. Va ser membre del Partit Liberal i «amic» de la Institució Lliure d'Ensenyament.

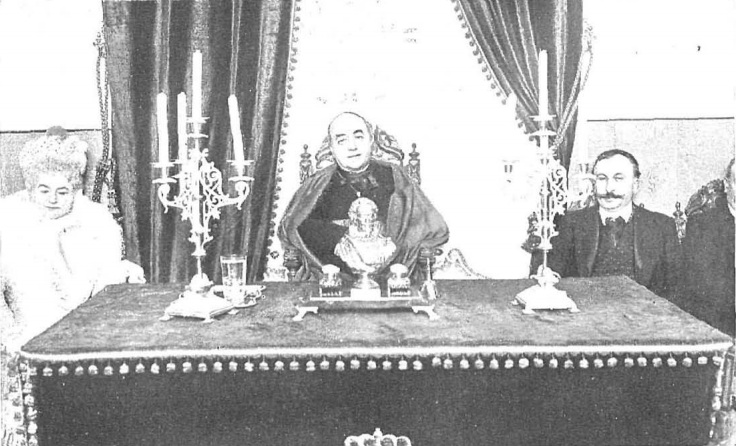
Vincenti, a la dreta, al costat d'Emilia Pardo Bazán i al Cardenal Herrera.

El 1899, després de la derrota soferta per Espanya en la guerra hispà-nord-americana va arribar a afirmar al Congrés dels Diputats que Estats Units va derrotar a Espanya «no només per ser el més fort, sinó també per ser més instruït, més educat».
| «                                                                  | «Temps és ja que l'ensenyament sigui positiva, sigui pràctica perquè hem estat vençuts per un poble culte. […] Per un poble que representa la guerra, no per un soldat fosc, heroic, però ignorant com l'heroi de Cascorro, sinó pel Tinent d'Enginyers Hubson, que empra els mitjans que dona la ciència per a la guerra moderna». | » |
| — Paraules d'Eduardo Vincenti pronunciades el 20 de juliol de 1889 | |   |

Regidor de l'Ajuntament de Madrid, va exercir el càrrec d'alcalde entre el 28 de juny de 1905 i el 15 de juny de 1906 i entre el 19 de juny i el 2 de novembre de 1913.